# Ząbrowiec (gromada)
Ząbrowiec – dawna gromada, czyli najmniejsza jednostka podziału terytorialnego Polskiej Rzeczypospolitej Ludowej w latach 1954–1972.
Gromady, z gromadzkimi radami narodowymi (GRN) jako organami władzy najniższego stopnia na wsi, funkcjonowały od reformy reorganizującej administrację wiejską przeprowadzonej jesienią 1954 do momentu ich zniesienia z dniem 1 stycznia 1973, tym samym wypierając organizację gminną w latach 1954–1972.
Gromadę Ząbrowiec z siedzibą GRN w Ząbrowcu utworzono – jako jedną z 8759 gromad na obszarze Polski – w powiecie pasłęckim w woj. olsztyńskim na mocy uchwały nr 23 WRN w Olsztynie z dnia 4 października 1954. W skład jednostki weszły obszary dotychczasowych gromad Gwiździny, Lesiska i Ząbrowiec ze zniesionej gminy Dobry w tymże powiecie. Dla gromady ustalono 9 członków gromadzkiej rady narodowej.
Gromadę zniesiono 1 stycznia 1958, a jej obszar włączono do gromady Godkowo w tymże powiecie.